# Ksi Cephei
Ksi Cephei (ξ Cep, Kurhah) – gwiazda w gwiazdozbiorze Cefeusza, odległa od Słońca o około 97 lat świetlnych.

## Nazwa
Tradycyjna nazwa gwiazdy, Kurhah, wywodzi się od arabskiego ‏القرحة‎ al qurhah. Jej znaczenie jest niepewne, ale prawdopodobnie oznacza „białą plamkę (strzałkę) na czole konia” i wywodzi się z tradycji arabskiej. Międzynarodowa Unia Astronomiczna zatwierdziła użycie nazwy Kurhah dla określenia tej gwiazdy.

## Charakterystyka
Widziana przez teleskop Ksi Cephei jest gwiazdą podwójną, której składniki dzieli 8,1 sekund kątowych (pomiar z 2012 r.). Składnik A jest metaliczną gwiazdą ciągu głównego, zaklasyfikowaną do typu widmowego A, ale pod względem temperatury (7200 K) bliższą typowi F. Ma ona jasność 9,5 razy większą niż Słońce, dwukrotnie większy promień, masę 1,7 masy Słońca i wiek około miliarda lat. Atmosfera tej gwiazdy jest wzbogacona w miedź, cynk i metale ziem rzadkich jak europ, ale zubożona w wapń w stosunku do słonecznej, wskutek rozdzielenia pierwiastków przez grawitację i promieniowanie. Jest to także gwiazda spektroskopowo podwójna, której słabszy składnik ma jasność 2,6 jasności Słońca, promień 1,4 R☉ i masę 1,2 M☉. Składnik B to żółto-biały karzeł typu F.
Bliskie składniki ξ Cep Aa i Ab dzieli na niebie tylko 0,08 sekundy kątowej, a w przestrzeni 2,4 au. Okrążają one wspólny środek masy w okresie 2,22 roku. Składnik ξ Cep B dzieli od tej pary średnio 359 au, przy czym mimośród orbity sprawia, że zbliżają się na 273 au i oddalają do 445 au. Jeszcze dalej na niebie, w odległości 109,7″ znajduje się słaba gwiazda ξ Cep C o obserwowanej wielkości 12,6m (pomiary z 2000 r.), która najprawdopodobniej jest tylko przypadkiem widoczna w pobliżu; jeśli jest to jednak składnik układu, to musi to być czerwony karzeł należący do typu M3, oddalony o co najmniej 3000 au od najjaśniejszej gwiazdy i okrążający trzy jaśniejsze składniki w czasie co najmniej 80 tysięcy lat.